# Gömürgen, Akkışla
Gömürgen là một xã thuộc huyện Akkışla, tỉnh Kayseri, Thổ Nhĩ Kỳ. Dân số thời điểm năm 2008 là 1.53 người.